# Sciacca rosato
Sciacca rosato è un vino a DOC che può essere prodotto nei comuni di Sciacca e Caltabellotta in provincia di Agrigento.

## Vitigni con cui è consentito produrlo
Con il metodo di fermentazione in bianco:
- Merlot, Cabernet Sauvignon, Nero d'Avola, Sangiovese da soli o congiuntamente minimo 70%
- altri vitigni a bacca rossa idonei alla coltivazione per la provincia di Agrigento, fino ad un massimo del 30%.

Con la mostificazione contemporanea di uve rosse e bianche:
- Merlot, Cabernet Sauvignon, Nero d'Avola, Sangiovese
- Inzolia, Grecanico Dorato, Chardonnay, Catarratto bianco lucido

## Caratteristiche organolettiche
- colore: rosato più o meno intenso;
- profumo: delicato, fine, fragrante;
- sapore: asciutto, armonico, vivace;

## Produzione
Provincia, stagione, volume in ettolitri